# Альяна
Альяна (італ. Agliana) — муніципалітет в Італії, у регіоні Тоскана,  провінція Пістоя.
Альяна розташована на відстані близько 260 км на північний захід від Рима, 24 км на північний захід від Флоренції, 8 км на південний схід від Пістої.
Населення — 17 540 осіб (2014).
Щорічний фестиваль відбувається 29 червня. Покровитель — святий Петро e Paolo.

## Демографія
Населення за роками:

Станом на 1 січня 2023 року в муніципалітеті офіційно проживали 1852 іноземці з 59 країн, серед них 213 громадян країн Євросоюзу та 17 громадян України.

## Сусідні муніципалітети
- Монтале
- Монтемурло
- Пістоя
- Прато
- Куаррата